# Očkování

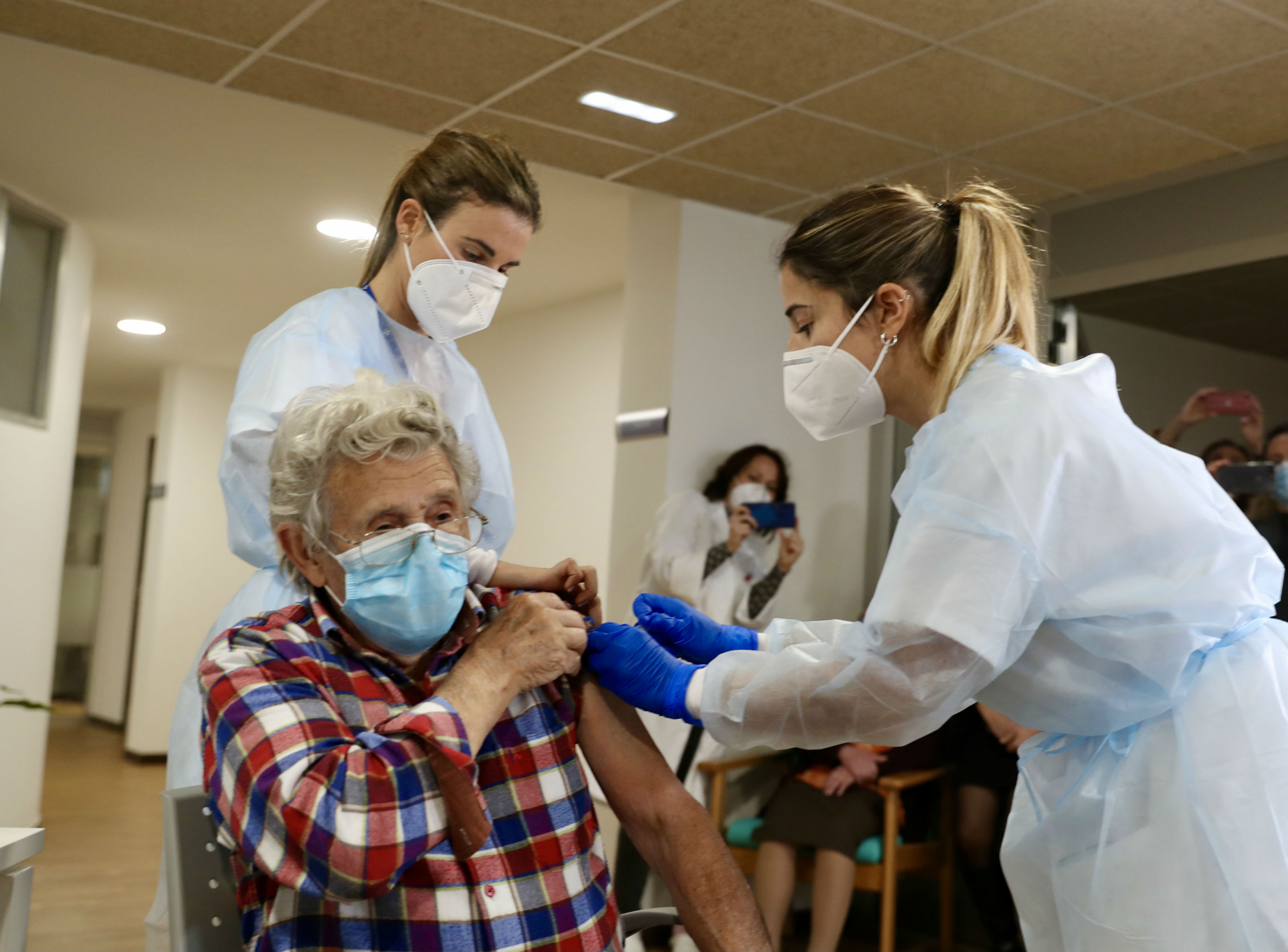
Očkování proti covidu-19 ve Španělsku v prosinci 2020

Očkování (též vakcinace) je lékařský zákrok, při kterém se zdravý organismus záměrně setká s méně nebezpečným mikrobem nebo jeho fragmentem. Imunitní systém se naučí rozpoznávat příslušné antigeny a očkovaný by tak měl být chráněn před nákazou nebo alespoň před vážným průběhem onemocnění v případě, že se setká s původcem onemocnění. Očkování nevede vždy ke vzniku imunity, ne každý očkovaný je tedy chráněn před infekcí.
Očkování proti některým nemocem má širokou společenskou podporu a také podporu některých zdravotních pojišťoven a některých států. Podpora očkování může mít podobu cíleného či plošného finančního příspěvku, povinnost očkování jako předpokladu institucionálního vzdělávání nebo organizovaných dětských pobytů a nebo i nepodmíněnou všeobecnou povinnost (s výjimkou případů jasných kontraindikací). Zejména u silné státní podpory se objevují zpochybňující názory a podpora daného očkování se pak stává předmětem celospolečenské debaty zvyšující poptávku po dalším výzkumu ohledně pravděpodobnosti možných žádoucích a nežádoucích účinků diskutovaného očkování.

## Historie
Nejstarší dochované zprávy pocházejí z Východní Asie, kdy se jako ochrana proti pravým neštovicím používaly stroupky z neštovic nemocných. Skutečně doložené jsou tyto výkony až v 17. století, ale podle některých pramenů mohly být prováděny v Indii již v období 1000 let před naším letopočtem. Tento způsob představoval nákazu, při které proběhlo onemocnění mírnějším způsobem.
V Evropě se tento způsob ochrany pokusila zavést Mary Wortley Montagu (1689–1762), anglická aristokratka a spisovatelka, která sama prodělala neštovice. S tímto způsobem předcházení plnému onemocnění se seznámila v Osmanské říši a variolace samotná patrně pochází z Asie. Tento postup, variolace, se v Evropě rozšířil, i když není jisté, jak hojně byl využíván. Celkově byl pozitivní efekt variolace dobře prokazatelný, přesto byla variolace např. ve Velké Británii v roce 1840 zakázána. Riziko úmrtí bylo po varioloaci asi 1 až 2 %.
První očkování v moderním slova smyslu zavedl britský lékař Edward Jenner (1749–1823). Vypozoroval, že lidé, kteří prodělali kravské neštovice (jiný virus ze stejné čeledi Poxviridae), tedy podstatně lehčí onemocnění, nemívají pravé neštovice. Název vakcinace vychází z latinského slova vacca = kráva.

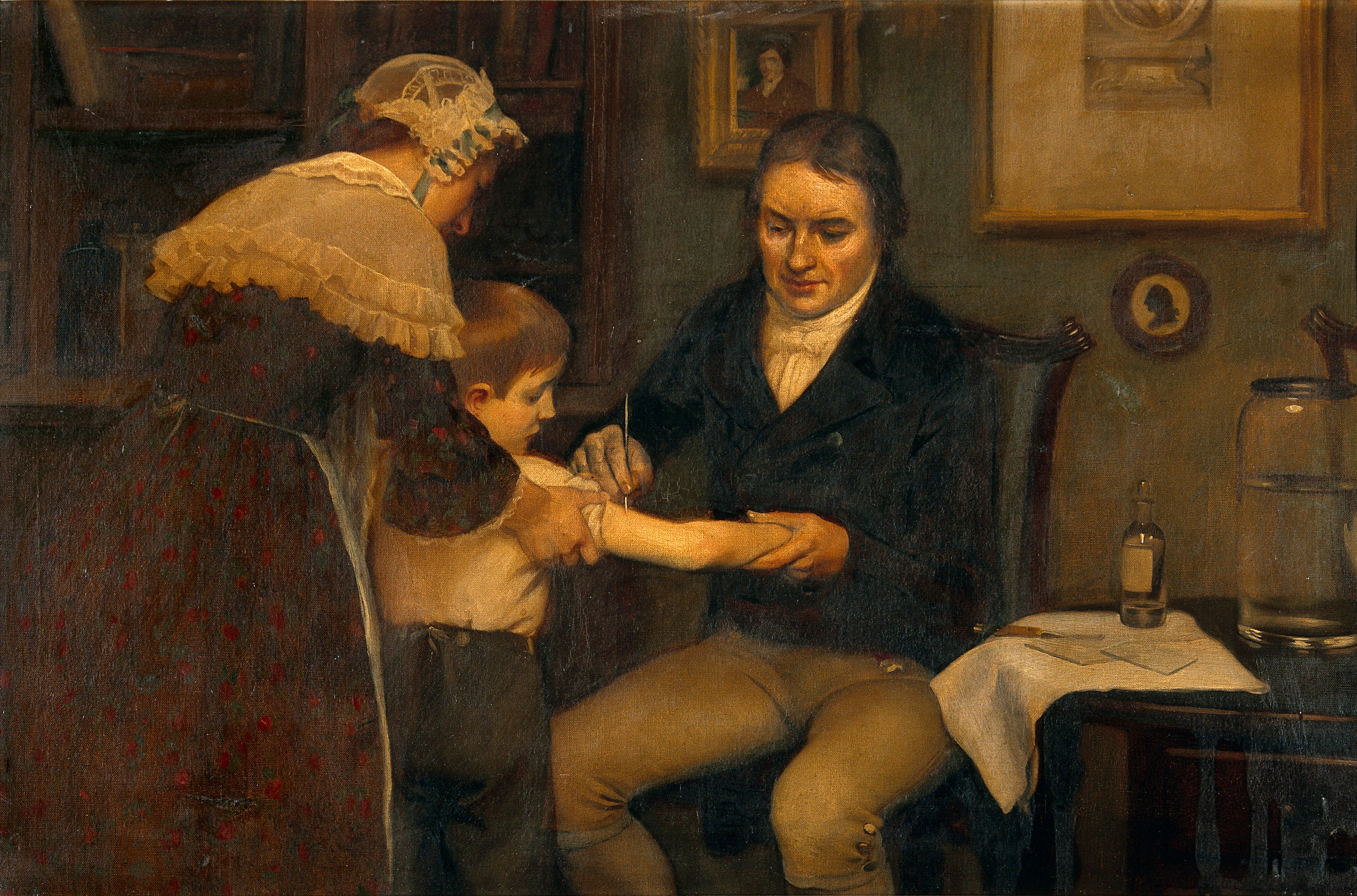
Edward Jenner očkuje malého chlapce proti pravým neštovicím 14. května 1796

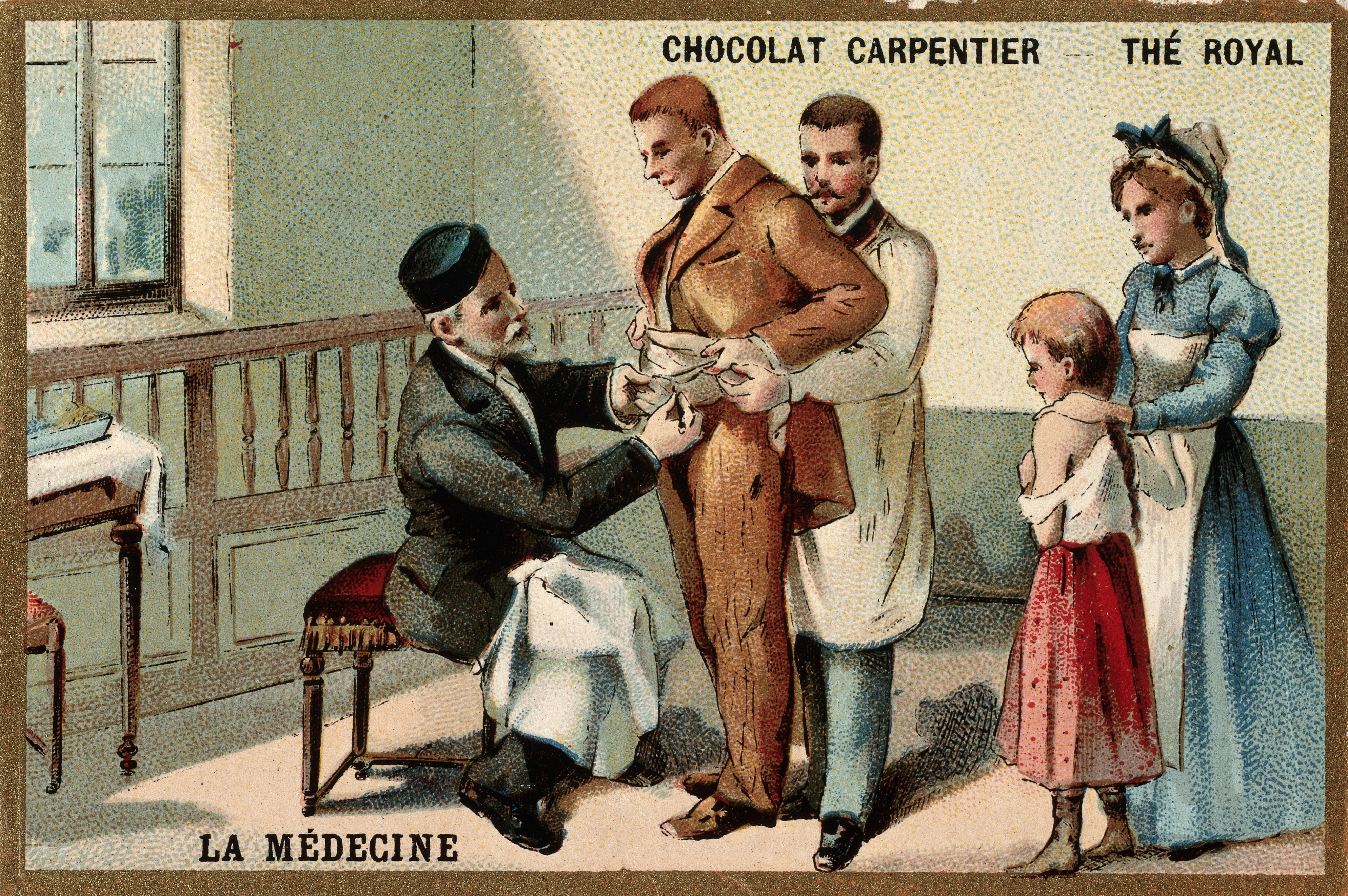
Louis Pasteur očkuje muže proti vzteklině

Odhaduje se, že očkování v letech 2000 až 2019 zachránilo 50 milionů životů v nízko a středně vyspělých státech. V letech 1974 až 2024 zachránilo 154 milionů životů.

### Časová osa
Následující přehled shrnuje některé první vakcíny:
- 18. století – variolace, očkování proti neštovicím oslabeným patogenem (Montagu)
- 1798 – očkování proti neštovicím příbuzným virem s podstatně méně závažným průběhem infekce (Jenner)
- 1885 – očkování proti vzteklině oslabeným kmenem
- 1896 – očkování proti břišnímu tyfu usmrceným původcem
- 1896 – očkování proti choleře usmrceným původcem
- 1897 – očkování proti moru usmrceným původcem
- 1923 – očkování proti záškrtu, očkování toxoidem
- 1926 – očkování proti černému kašli (pertusi) usmrceným původcem
- 1926 – očkování proti tetanu, očkování toxoidem
- 1927 – očkování proti tuberkulóze oslabeným kmenem (Calmettův Guérinův bacil, BCG)
- 1935 – očkování proti žluté zimnici oslabeným kmenem
- 1936 – očkování proti chřipce usmrceným původcem
- 1938 – očkování proti skvrnitému tyfu usmrceným původcem
- 1955 – očkování proti dětské obrně usmrceným organismem
- 1963 – očkování proti dětské obrně oslabeným kmenem (perorální vakcína)
- 1963 – očkování proti spalničkám oslabeným kmenem
- 1967 – očkování proti příušnicím oslabeným kmenem
- 1969 – očkování proti zarděnkám oslabeným kmenem
- 1970 – očkování proti proteinům produkovaným při anthraxu
- 1974 – očkování proti meningokokovi povrchovými polysacharidy
- 1977 – očkování proti pneumokokovi povrchovými polysacharidy
- 1989 – očkování proti hepatitidě B rekombinantním povrchovým antigenem
- 2020 – očkování proti covidu-19 genovou mRNA vakcínou[6]

## Princip účinku
Vrozená imunita rozpoznává cizí antigeny ihned po prvním setkání, ale vazba je poměrně slabá a odpověď není velká. Získaná imunita má odpověď cílenou na jednu konkrétní strukturu, je mnohem razantnější. Pokud se organismus prvně setká s patogenem, reaguje na něj pouze vrozená imunita. Během likvidace takto rozpoznaných struktur jsou tyto předkládány i částem imunitního systému odpovědným za vznik získané imunity. Pokud se organismus setká podruhé s týmž patogenem, je reakce již rychlejší a intenzivnější, v některých případech ani neproběhne onemocnění.
Očkování je založeno na tom, že jsou imunitnímu systému předloženy antigeny spojené s původcem onemocnění, ale je zajištěno, aby neproběhla skutečná infekce. Účinnost pak také závisí na mikrobiomu.
Účinnost (za optimálních klinických podmínek) a účinkovost (za reálných podmínek) vakcín se zaměňují, ale bývají jiné.

## Typy vakcín
Toho, aby neproběhla plná infekce, lze dosáhnout několika způsoby. Podle použitého způsobu se rozlišují následující typy vakcín:
- Oslabená vakcína (atenuovaná vakcína) je tvořena živými patogeny, které ztratily schopnost vyvolat onemocnění. Po takovéto vakcíně proběhne obvykle nanejvýš mírná infekce, která zanechává imunitu jako po prodělaném onemocnění.
- Inaktivovaná vakcína je tvořena usmrcenými patogeny. Usmrcení patogenů musí být provedeno takovým způsobem, aby byly zachována struktura antigenů, které rozpozná imunitní systém.
- Toxoidová vakcína je tvořena bakteriálními toxiny, které mají potlačenou schopnost vyvolat toxickou reakci, ale stimulují imunitní odpověď. Například očkování tetanovým toxoidem nijak neomezí množení původce tetanu, ale zabrání vzniku tetanu.
- Subjednotková vakcína je tvořena pouze některými fragmenty původce onemocnění, proti kterému se očkuje. Výroba probíhá tak, že se patogen pomnoží, usmrtí a následně separuje na jednotlivé fragmenty.
- Konjugovaná vakcína je tvořena vlastním zpravidla polysacharidovým antigenem, na který je třeba vyvolat imunitní odpověď, a obvykle proteinovým nosičem (difterickým nebo tetanovým toxoidem), který usnadňuje prezentaci antigenu imunitnímu systému.
- Rekombinantní vakcína je podobná subjednotkové vakcíně, ovšem podjednotky jsou získány pomocí technik genetického inženýrství jako produkty činnosti bakterií a kvasinek.
- Genová vakcína (RNA vakcína) je nejnovější koncept vakcíny, která donutí několik buněk očkovaného, aby dočasně produkovaly fragmenty patogenu, proti kterým imunitní systém vytvoří imunitní odpověď.

## Pomocné látky ve vakcínách
Pro účinek vakcíny je podstatné i to, jaké procesy probíhají v místě podání. Pokud je vakcína zpracována příliš rychle, hrozí, že nedojde k dostatečnému rozvoji specifické imunity, tedy že očkování nebude úspěšné. Podobně může očkování selhat v případě, že očkování vyvolá takový typ imunitní odpovědi, který není účinný na příslušného živého patogenu. K modifikaci odpovědi imunitního systému na vakcínu slouží řada látek přidávaných do vakcíny, tzv. adjuvans. Adjuvans mohou způsobit nežádoucí účinky (viz dále).

## Očkování proti neinfekčním onemocněním
Očkování jako cílené navození imunitní odpovědi proti určenému antigenu je zásadním nástrojem prevence před infekčními chorobami. Možnost naučit imunitní systém rozpoznávat a neutralizovat některé látky ve vnitřním prostředí je poměrně lákavá i pro lékaře a vědce pohybující se i v jiných oborech medicíny. Proto probíhá výzkum využití očkování i v oblastech, které zdánlivě nemají s imunitním systémem moc společných rysů.

### Očkování a léčba závislostí
Molekuly většiny látek zneužívaných jako drogy jsou příliš malé na to, aby samy o sobě vyvolaly imunitní odpověď. Je však možné je navázat na proteinový nosič, čímž se stanou imunogenními. Pokud pak takový sloučenina indukuje tvorbu protilátek schopných vázat i volné molekuly drogy, zajišťuje imunitní systém očkovaného velmi rychlou eliminaci podané drogy z krevního oběhu. Tím je výrazně omezen i vlastní účinek látky. Vývoj je limitován tím, že některé molekuly jsou příliš malé a je prakticky nemožné, že by proti nim existovala protilátka (např. alkohol), některé molekuly jsou z hlediska antigenní struktury značně nestabilní (kanabinoidy) a některé protilátky by mohly blokovat i některé prospěšné látky (kofein). Nejde o žádnou převratnou novinku, první úspěšné pokusy s imunizací zvířete proti návykové látce se datují do 70. let. V současné době jsou v různých fázích výzkumu očkovací látky navozující sníženou vnímavost k heroinu, morfiu, metamfetaminu, nikotinu a kokainu.

### Očkování a léčba hypertenze
Arteriální hypertenze je multifaktoriální onemocnění, které může vést postupně k řadě závažných stavů. Zásadním problémem je, že hypertenze je onemocnění, které způsobuje subjektivní obtíže až v pokročilém stádiu poškození. Ve stádiu, kdy lze poškození bránit, nemocný obvykle obtíže nemá, proto je poměrně závažným problémem ochota nemocného užívat léky. Protože medikace zasahuje obvykle do osy renin-angiotenzin-aldosteron, uvažuje se o očkování proti některým klíčovým receptorům tohoto systému. Vakcíny jsou ve fázi časného výzkumu na zvířatech a na lidských dobrovolnících, výsledky jsou prozatím spíše povzbudivé.

## Vedlejší účinky očkování
Očkování může mít některé nezamýšlené účinky, které jsou pro zdraví člověka prospěšné.

### Ochrana před vznikem melanomu
Zajímavou oblastí je vztah očkování proti tuberkulóze a proti planým neštovicím. Obě tato očkování představují protektivní faktor. To znamená, že u očkovaných se melanom vyskytuje méně než u neoočkovaných. Molekulárním podkladem této ochrany je to, že obě tato očkování navozují jako vedlejší efekt imunitní odpověď proti antigenu HERV-K-MEL.
Například Krone a kol. ve studii z roku 2003 hodnotili vztah očkování proti planým neštovicím a tuberkulóze, případně prodělaného onemocnění, a melanomu. Svá zjištění uzavírají tak, že obě vakcíny a také prodělání těžkého infekčního onemocnění indukuje ty samé protektivní mechanismy, které výrazně snižují riziko vzniku nádoru. Na populační úrovni je významnější vliv očkování, proto autoři doporučují přehodnotit postoj k ústupu od plošného očkování těmito vakcínami.
Mastrangelo a kol. ve své studii publikované v roce 2009 analyzují vztah mezi melanomem a očkováním proti žluté zimnici v severní Itálii po dobu deset let. Na základě strukturní analogie je totiž možné, že by i toto očkování mohlo poskytovat ochranu proti melanomu. Podle jejich závěru data potvrzují, že očkování proti žluté zimnici také poskytuje ochranu.
Hodges-Vazquez a kol. ve své studii z roku 2012 studovali vztah melanomu a očkování proti žluté zimnici u vojáků armády USA dospěli k opačnému závěru. Během desetiletého sledování neprokázali statisticky významnou vazbu mezi očkováním a výskytem melanomu a svá zjištění uzavírají tak, že mezi melanomem a očkováním proti žluté zimnici není vazba.

## Nežádoucí účinky očkování
Jako každý lék, i očkování může mít na očkovaného nežádoucí účinky. Ty lze rozdělit do několika skupin:
1. Očekávané nežádoucí účinky vycházejí ze samé podstaty vakcíny a biologie člověka. Takové účinky lze předpokládat, byť často jen ve zcela nenápadné podobě. Nebezpečné mohou být v případě podávaní nedostatečně oslabených vakcín (popsáno u Sabinovy vakcíny, zřejmě u historické variolizace), kdy je takovým nežádoucím účinkem vyvolání onemocnění, proti kterému se očkuje. U spolehlivě atenuovaných kmenů a u mrtvých vakcín přicházejí v úvahu nežádoucí účinky vyvolané samotným aktem očkování (vpich injekce) a stimulace imunitního systému. Tyto reakce jsou obvykle přechodné, nevýrazné a neškodné. Patří sem zejména zarudnutí a bolestivost v místě vpichu a zvýšená teplota, u malých dětí se toto může projevit i přechodným neklidem, výraznějším pláčem nebo poruchou spánku.
2. Nežádoucí účinky z důvodu chybné aplikace představují chybu zdravotníka, který aplikuje očkovací látku. Chybné podání látky může vést k rychlému rozptýlení dávky a tím k navození nedostatečné imunitní odpovědi. Vážné komplikace v podobě např. embolizace látky podané nitrožilně nebo infekce zanesené nesterilním podáním jsou vzácné. Podobně vzácné je i neúmyslné usmrcení živé vakcíny, která pak nevede ke vzniku imunity.
3. Nežádoucí účinky z důvodu na straně očkovaného jsou takové nežádoucí účinky, které jsou způsobeny specifickým stavem pacienta. Nejzávažnějším problémem jsou odchylné stavy imunitního systému očkovaného, zejména nerozpoznaný vrozený či získaný imunodeficit. V takovém případě může i podání oslabené vakcíny vyvolat vážné onemocnění. Obvyklejší je nedostatečná odpověď na vakcínu v důsledku aktuálního stavu nebo vrozené neschopnosti prezentovat určité konkrétní antigeny.
4. Nežádoucí účinky z důvodu technologické chyby jsou obvykle velmi závažné, naštěstí výjimečné. Podaná vakcína je kontaminována příměsí, která je sama o sobě značně škodlivá buď vlastní toxicitou nebo schopností indukovat autoimunitní odpověď.
5. Nežádoucí účinky z důvodu zkřížené reaktivity jsou chybou nedostatečného testování. Zpracováním očkovací látky se může lehce změnit antigenní struktura a podaná vakcína vede k produkci protilátek proti vlastním antigenům nemocného. Někdy je otázkou, nakolik jde o nežádoucí účinek, protože tentýž projev může mít i prodělání infekce, proti které se očkuje.

### Očkování jako spouštěcí faktor onemocnění
Někteří odpůrci očkování tvrdí, že očkování může být spouštěcím faktorem onemocnění, v jejichž pozadí stojí patologicky probíhající reakce imunitního systému. Tyto obavy mají racionální jádro v tom smyslu, že v minulosti se skutečně objevily případy vakcín (atenuované vakcíny s oslabeným virem), které vlivem technologicky nezvládnuté výroby nebo neočekávané antigenní podobnosti inaktivované vakcíny s vlastními lidskými antigeny vedly ke spuštění závažného onemocnění. Ruské vakcíny tohoto byly používaly v tehdejším Československu do začátku 70. let 20. století, kdy bylo jejich používání ukončeno ve prospěch modernějších vakcín i kvůli větším vedlejším účinkům.

#### Očkování proti chřipce a Guillian-Barré syndrom
V roce 1976 bylo v USA použito očkování proti viru chřipky typu A H14N1*NJ/76, které představovalo významný faktor, vyvolával závažný Guillain-Barré syndrom. Molekulární podstatou byla indukce protilátek proti gangliosidům GM1. Zdá se, že toto byl jediný případ, kdy očkování proti chřipce vyvolala toto onemocnění.
Vellozzi a kol. ve své studii publikované v roce 2014 dokonce ukazují, že když se srovnají očkovaná a neočkovaná populace, mají očkovaní menší četnost výskytu Guillian-Barré syndromu. Zdá se tedy, že by očkování proti chřipce mohlo naopak před tímto onemocněním chránit; ví se totiž, že spouštěčem je právě infekční onemocnění.

#### Očkování proti hepatitidě B a roztroušená skleróza
Na asociaci mezi očkování proti hepatitidou B a vznikem roztroušené sklerózy poukázaly některé studie, např. studie M. A. Hernána a kol. z roku 2004. Studie, kterou v roce 2014 publikovali A. Langer-Gould a kolektiv, tvrdí, že se skutečně zvýší četnost krátce po očkování proti hepatitidě B, ale že z dlouhodobého hlediska se četnost onemocnění mezi očkovanými a neočkovanými prakticky neliší. To podle autorů naznačuje, že očkování může poněkud urychlit přechod již existujícího onemocnění od latentní fáze ke klinické manifestaci, ale že očkování onemocnění nezpůsobuje ani nezvyšuje riziko jeho vzniku u zdravého člověka.
Studií byla publikována celá řada, proto bylo provedeno několik metaanalýz a přehledových článků, tedy kritických prací, které analyzovaly všechny dosud publikované studie. Práce F. DeStefana a kol. z roku 2002 uzavírá, že publikované epidemiologické studie prokazují, že očkování proti hepatitidě B nezvyšuje riziko vzniku roztroušené sklerózy ani riziko ataky. Dva z autorů této studie byli v době publikace zaměstnanci CDC, jeden z autorů studie (T. Verstraeten) byl zaměstnancem firmy GlaxoSmithKline Biologicals.
V. Martínez-Sernández a A. Figueiras publikovali v roce 2013 metaanalýzu, ve které konstatují metodologickou limitaci publikovaných studií. Téměř všechny studie splňující inkluzní kritéria jejich metaanalýzy prokazovaly, že mezi očkování a roztroušenou sklerózou není asociace. Dosud publikovaná data podle autorů nepodporují tvrzení o tom, že by očkování proti hepatitidě B představovalo riziko, pro které by bylo nutné revidovat očkovací schéma, ačkoliv by bylo žádoucí zlepšit kvalitu observačních studií, protože doposud publikované studie nepředstavují dostatečně robustní data pro jednoznačný závěr o bezpečnosti očkování proti hepatitidě B u zdravých subjektů i u nemocných s roztroušenou sklerózou.
Asociaci autoimunitních onemocnění centrální nervové soustavy s očkováním proti hepatitidě B ve Francii v letech 1994–2003 analyzovali Y. Mikaeloff a kol. V roce 2009 publikovali práci, ve které došli k závěru, že očkování proti hepatitidě v dětství obecně nezvyšuje riziko zánětlivých demyelinizačních onemocnění centrální nervové soustavy vč. roztroušené sklerózy. Výjimku by mohlo představovat očkování vakcínou Enherix B, u které se zdá, že by riziko skutečně mohlo být očkováním zvýšeno. Vývoj ve Francii analyzoval i pediatr D. Le Houézec. Ten dospěl k naprosto odlišnému závěru, totiž že mezi očkováním proti hepatitidě B a výskytem roztroušené sklerózy je silná korelace. Tuto práci podrobili silné kritice epidemiologové A. Spira a kol. tím, že poukázali na zcela zásadní metodologická pochybení při analýze dat, která podle nich vedou k úplnému znehodnocení výsledku.
Global Advisory Committee on Vaccine Safety, orgán WHO, zaujala v roce 2002 a 2008 stanovisko, že mezi očkováním proti hepatitidě B a roztroušenou sklerózou není asociace.

#### Očkování a autismus
Autismus je vývojové onemocnění, které se projevuje zejména poruchami sociální interakce. V roce 1998 publikoval Andrew Wakefield studii, podle které je rizikovým faktorem pro vznik autismus očkování proti spalničkám, příušnicím a zarděnkám. Studie byla publikována v prestižním časopise The Lancet. Byla pro závažná etická i věcná pochybení v roce 2010 stažena (RETRACTED).
Několik měsíců po stažení studie byl Andrew Wakefield vyřazen z britského seznamu lékařů a na území Spojeného království mu bylo odepřeno právo vykonávat lékařské povolání.

#### Pandemrix a narkolepsie
V roce 2010 byl proti tehdejšímu převažujícímu chřipkovému viru H1N1 jedinou dostupnou vakcínou Pandemrix od firmy GlaxoSmithKline (GSK), která využívá mrtvý resp. inaktivovaný virus. Epidemiologické studie z Finska a Švédska záhy ukázaly, že v těchto dvou státech je ve skupině mladších 20 let až 6–13× vyšší výskyt narkolepsie, než obvykle (tj. místo méně než 1 případ na 100 000 mezi 6 až 13 případy).
Později byl zvýšený výskyt hlášen z Francie, Norska, Británie a Německa, ale v některých zemích naopak nebyl prokázán (např. Holandsko).
Po dvou letech se ve všech zemích vrátil počet hlášených narkolepsií k normálu.
Zvýšený výskyt narkolepsie byl hlášen i z Číny po přírodním nakažení virem H1N1, kde očkování proti H1N1 neproběhlo.
Zvýšené projevy narkolepsie jsou pravděpodobně autoimunitní a jsou pravděpodobně spojeny s jistou lidskou genetickou mutací.
V celkem 47 zemích světa (včetně Evropy) bylo naočkováno přes 31 milionů osob a hlášeno celkem pouze 162 případů narkolepsie (z toho 70 % ve Finsku a Švédsku).
V roce 2015 vypršela autorizace vakcíny Pandemrix u Evropské lékové agentury a koncern GSK nepožádal o prodloužení kvůli nezájmu o vakcínu.
Výbor pro humánní léčivé přípravky CHMP Evropské lékové agentury ukončil hodnocení rizika narkolepsie u očkovaných vakcínou Pandemrix s tím, že celkově převažují přínosy Pandemrixu nad jeho riziky a nedoporučil jeho běžné používání do věku 20 let.

### Adjuvans
Vedle samotné aktivace imunitního systému může být za případné nežádoucí účinky odpovědné i adjuvans, prostředek (látka, buňky) podporující, doplňující zesilující účinek. Látky používané v adjuvans jsou testovány na bezpečnost, přesto se objevují občasné zprávy referující o možné toxicitě některých adjuvans, případně o nežádoucích účincích adjuvans jako celku.

#### Škodlivé působení adjuvans
J Hawken a S. B. Troy ve přehledové práci v roku 2012 o adjuvans v inaktivovaných vakcínách proti poliomyelitidě hodnotí nevýhody používaných adjuvans podle doposud publikovaných studií následujícím způsobem:
- Nerozpustné hlinité sloučeniny jsou dobré a efektivní adjuvanty, ale přece jen jsou méně imunogenní než jiná adjuvans. Mohou vyvolat lokální reakci.
- Kalcium fosfát se jeví jako dobré adjuvans, u kterého nebyla pozorována lokální ani systémová reakce.
- Olejové emulze používané v minulosti byly silně imunogenní, ale poněkud častěji (zhruba 0,5 % očkovaných) se objevily výraznější lokální reakce. Moderní olejové emulze (např. MF59, AF03, AS03) se vyznačují vyšší biokompatibilitou.
- Chitosan má zřejmě velmi dobrý bezpečnostní profil, ale např. jeho intramuskulární aplikace nebyla dosud výrazněji studována.
- Vitamín D je spíše experimentální adjuvans. Vyznačuje se vyšší bolestivostí v místě vpichu, ale zřejmě nemá jiné lokální nežádoucí účinky.
- CpG oligonukleotidy jsou experimentální adjuvans imitující bakteriální DNA. Je možná poněkud vyšší frekvence lehkých lokálních reakcí.
- Stearyltyrozin a oktadecyltyrozin byly studovány v 80. a 90. letech; ačkoliv se jejich bezpečnostní profil zdá být velmi dobrý, ve vývoji se nepokračovalo.
- Liposomy byly na počátku 90. let shledány jako bezpečné ale méně imunogenní. Je možné, že moderními přístupy dojde ke zlepšení imunogenity.

W. E. Beyer a kol. v roce 2011 publikovali přehledový článek srovnávající účinnost a bezpečnost vakcín proti chřipce. Výsledkem bylo, že vakcína s adjuvans (olejová emulze MF59) indukuje poněkud vyšší titr protilátek, je spojena s častější lokální reakcí, ale neliší se profilem systémových reakcí. Všechny popsané systémové reakce byly mírné a přechodné.
M. Montana a kol. v roce 2010 publikovali přehledový článek analyzující potenciální toxicitu skvalenu a thiomersalu ve vakcíně proti chřipkovému viru A (H1N1). Dosud publikované výsledky uzavírají tak, že adjuvans nezvyšují incidenci autoimunitních onemocnění. Neexistují ani spolehlivé důkazy pro předpoklad, že by expozice malému množství thiomersalu zhoršovala zdravotní stav. Konstatují, že systémové reakce po vakcínách se mohou objevit, ale nebývají vážné.
G. Lippi a kol. v přehledovém článku z roku 2009 analyzovali potenciální rizika použití skvalenu. Především konstatují, že skvalen se vyskytuje ve všech vyšších organismech jako meziprodukt syntézy cholesterolu. Protože se snadno emulzifikuje, byl v minulosti využíván kosmetickým průmyslem a později i jako adjuvans do vakcín. V roce 2000 se objevily zprávy o přítomnosti protilátek proti skvalenu u nemocných se syndromem války v Zálivu, kteří byli očkováni proti antraxu vakcínou obsahující jako adjuvans skvalen. V iniciální studii, která ukazovala na silnou asociaci, byly objeveny zásadní technické nedostatky, které výsledek výrazně oslabily, ovšem zcela nezpochybnily. Pozdější vývoj nových imunochemických technik vedl k preciznějšímu studiu přítomnosti specifických protilátek proti skvalenu po očkování vakcínou proti antraxu. Protilátky ve třídě IgM se objevily asi u pětiny očkovaných, ale ani u jednoho se neobjevily protilátky proti skvalenu ve třídě IgG, tedy protilátky specifické a paměťové. Další výzkumy odhalily, že protilátky proti skvalenu ve třidě IgM se objevují přirozeně u části lidí, podíl lidí s těmito protilátkami s věkem roste. Konečně recentní studie neprokazují, že by mezi protilátkami proti skvalenu a chronickými syndromy typu syndrom války v Zálivu byla statistická asociace.
Hlinité sloučeniny jsou někdy uváděny jako problematická a potenciálně toxická adjuvans (oxohydroxid a hydroxid fosfát) pro vyvolání nebo podpoření imunitní reakce. Přestože je množství hliníku ve vakcíně velmi malé, je očkování (zejména malých dětí) plánováno s ohledem na co nejkratší dobu překročení jeho limitů, protože tělo se ho dokáže zbavit. V roce 2016 byla publikována studie o mechanismu vylučování nadbytečného hliníku z lidského těla.

#### Syndrom adjuvans indukovaného autoimunitního onemocnění
Syndrom adjuvans indukovaného autoimunitního onemocnění (Autoimmune Syndrome Induced by Adjuvants, ASIA) je hypotetické onemocnění, jehož existenci navrhli v roce 2011 Y. Schoenfeld a N. Agmon-Levin jako poměrně širokou skupinu autoimunitních onemocnění, jejichž vznik je podle této hypotézy indukován působením adjuvans.
V roce 2015 publikovali D. Hawkens a kol. přehledový článek, ve kterém analyzovali dosud publikované práce zabývající se tímto syndromem. Analýzu uzavírají, že v současné době neexistují důkazy pro to, že by takový syndrom vůbec existoval jako validní diagnóza.

### Přetížení imunitního systému
Počet vakcín může někdy vzbuzovat obavy, že v případě dětského očkování dochází k „přetížení“ vyvíjejícího se imunitního systému dítěte. Chatterjee a O'Keefe k tomu dodávají, že v minulosti skutečně některé vakcíny s oslabeným virem mohly výjimečně vyvolat imunosupresi (útlum imunitního systému). Dnes používané vakcíny však dle expertů u zdravých dětí imunosupresi zpravidla nevyvolávají. Dále dodávají, že imunitní systém novorozence a kojence má obrovskou kapacitu vyrovnávat se s řadou stimulů, stačí si jen uvědomit, že po narození je zahájena bakteriální kolonizace střeva a dítě se setkává s plným spektrem mikrobů v prostředí. Při očkování je podáno, zejména při podjednotkových vakcínách, řádově mnohem méně typů antigenů i antigenní zátěž, než je kapacita imunitního systému se s takovou zátěží bez komplikací vyrovnat.

### Jizvy
Vedlejším účinkem aplikace některých vakcín je zjizvení v místě vpichu.

## Očkování jako nástroj veřejného zdraví
Očkování je významný nástroj veřejného zdraví, významným způsobem zabraňuje vzniku infekčních onemocnění, funguje tedy jako prevence.

### Kolektivní imunita
Kolektivní imunita je termín popisující vyšší odolnost převážně imunní populace k šíření nakažlivé choroby. Takové imunity lze obvykle dosáhnout vysokou proočkovaností, ale v případě některých chorob v minulosti bylo takové imunity dosahováno i tak, že se novorozenci časně nakazili a pokud přežili, zůstala jim celoživotní imunita. Kolektivní imunita je současně nástrojem ochrany těch, kteří nemohli být ze zdravotních důvodů očkováni, a těch, u kterých nedošlo k odpovědi na vakcínu, a těch, kteří mají z jakéhokoliv důvodu oslabený imunitní systém (imunodeficit, těžké nemoci, stáří). Nutnou podmínkou zachování této funkce kolektivní imunity je vysoká míra proočkovanosti; konkrétní hodnota požadované proočkovanosti závisí zejména na nakažlivosti onemocnění a na efektivitě podávané vakcíny. Pojem kolektivní imunity se stává stále více populárnější.

## Očkování v České republice
V České republice se očkuje podle vyhlášky č. 537/2006 Sb., o očkování proti infekčním nemocem (pravidelné, zvláštní a mimořádné očkování, očkování při úrazech a na žádost fyzické osoby), podle zákona č. 48/1997 Sb., o veřejném zdravotním pojištění (hrazené očkování pro indikované skupiny osob). SZÚ dále vybírá infekční onemocnění, proti kterým je očkování doporučeno (častější výskyt, závažná ohrožení zdravotního stavu, cesty do zahraničí).
Prevence, do které spadá i očkování, je v České republice ve srovnání s okolními zeměmi na nízké úrovni. Mnoho úmrtí je tak zbytečných nebo předčasných, což je způsobeno především nedostatečným vzděláním občanů ohledně zdraví.

### Očkovací kalendář
Dětský očkovací kalendář v České republice zahrnuje následující očkování:
- povinné očkování (od 9. týdne do 11. roku věku):
  - černý kašel
  - dětská obrna
  - Haemophilus influenzae typu B
  - příušnice
  - spalničky
  - tetanus
  - zarděnky
  - záškrt
  - žloutenka typu B
- povinné pro děti s rizikem (od 4. dne – 6. týdne):
  - tuberkulóza
- nepovinné (od 9. týdne do 14. roku věku):
  - lidské papilomaviry
  - plané neštovice
  - pneumokokové infekce
  - rotavirové infekce

Očkování je stanovené jako povinné pro děti v rámci povinného očkovacího kalendáře a předepsanou očkovací látkou. Výjimky v podobě volby jiné látky jsou možné, ale látka musí být v České republice registrovaná a náklady hradí rodič. Výjimky z očkovacího schématu jsou možné z lékařské indikace.

### Povinné očkování
Česká republika patří mezi země, ve kterých jsou některá očkování povinná. V roce 2015 Ústavní soud potvrdil, že v případě povinných očkování rodiče své děti nechat očkovat musí, nicméně se domnívá, že když za odepření očkování hrozí pokuta, měl by existovat i způsob odškodnění těch, kterým by toto povinné očkování mohlo ublížit. 20. května 2015 byl zákon o očkování novelizován tak, že neumožňuje očkování bez souhlasu samotného pacienta nebo rodičů dětí. To podle odpůrců povinného očkování mohla umožnit věta, která byla obsažena v návrhu novely: „Bez souhlasu se též poskytují zdravotní služby stanovené k předcházení vzniku a šíření infekčních onemocnění zákonem o ochraně veřejného zdraví nebo v nezbytném rozsahu na jeho základě.“ Do novely nebyly přijaty návrhy na zavedení individuálního očkovacího plánu, odpovědnost státu za nežádoucí účinky vakcín, možnost volby alternativní očkovací látky a povinnost lékaře informovat o možnosti výběru očkovací látky. Povinné očkování ale i po novelizaci zákona zůstává, u povinného očkování tak zákon pod hrozbou sankcí udělení souhlasu rodičů s očkováním vynucuje. Návrh novely zachoval sankci až deset tisíc Kč rodičům, kteří by své dítě očkovat nenechali. Evropský soud pro lidská práva v roce 2021 rozhodl, že povinné očkování v České republice neporušuje právo na respektování soukromého a rodinného života, protože se tím prosazuje legitimní zájem na ochraně zdraví a práv ostatních lidí.

## Kontroverze

Podíl souhlasu, že vakcíny jsou pro děti důležité (rok 2018)

### Odpírání očkování
Praktická lékařka Ludmila Eleková tvrdí, že vakcíny jsou nedostatečně otestované a že lékaři nejsou dostatečně proškoleni o nežádoucích účincích vakcín, přičemž za každé očkování je lékař odměněn. Takové tvrzení se však nikdy nepodařilo doložit. 
Za „udatné tažení proti očkování“ byla Ludmila Eleková oceněna anticenou Bludný balvan.
Velkou osobností na poli odpírání očkování je rovněž Anna Strunecká, která anticenu Bludný balvan obdržela rovněž za mimořádný celoživotní přínos pseudovědě.
Podle ortopeda Jana Vavrečky neexistuje metoda stanovení hranic, od které má očkování smysl, od které mají být plošná očkování povinná a od které má být očkování vynucováno, a ani o těchto hranicích neexistuje diskuse, která by podle Vavrečky mohla být pro některé skupiny nežádoucí. Podle Vavrečky také nejsou dostupné odpovědi o užitečnosti a přínosu jednotlivých očkování jak absolutně tak relativně vůči jiným očkováním a nikdo se nesnaží význam jednotlivých očkování kvantitativně určit a jako argument se používá odpověď, že přínos očkování stále převažuje nad riziky.
Podle názoru Davida Broniatowského polemika o očkování je údajně součástí hybridní války ruské vlády proti západním demokraciím. V článku zveřejněném v americkém vědeckém časopisu American Journal of Public Health autoři popsali, jak roboty a šiřitelé spamu a malwaru („content polluters“) nejprve šíří antivakcinační pověry a údajní ruští internetoví trollové negativně zasahují do veřejné debaty tím, že uměle amplifikují tyto rozpory.

### Reakce na odpírání očkování
Podle německého ministra zdravotnictví Hermanna Gröhea odpůrci očkování nezodpovědně vyvolávají strach, který není racionální, a rodiče, kteří odepřou očkování vlastním dětem, vystavují riziku nejen je, ale i ostatní děti.
Novinářka Ludmila Hamplová upozornila ve svém článku z června 2015 na to, jak odpírači očkování zkreslují informace o úmrtí na spalničky, tedy na nemoc, proti které se lze chránit očkováním.
Roman Prymula upozorňuje na to, že Anna Strunecká ve svém textu o rizicích očkování, který v březnu 2015 rozeslala poslancům jako odborné stanovisko k chystané diskuzi o očkování, uvádí řadu tvrzení, které mají k seriózním informacím velmi daleko.
Novinář Erik Ose uvedl ve svém článku publikovaném v Huffington Post několik jmen dětí, které zemřely v přímé souvislosti s tím, že jejich rodiče podlehli kampani odpíračů očkování. O argumentaci některých mediálně známých odpíračů očkování z řad celebrit v USA píše bez okolků jako o šíření lží.